# Maximilian Munski

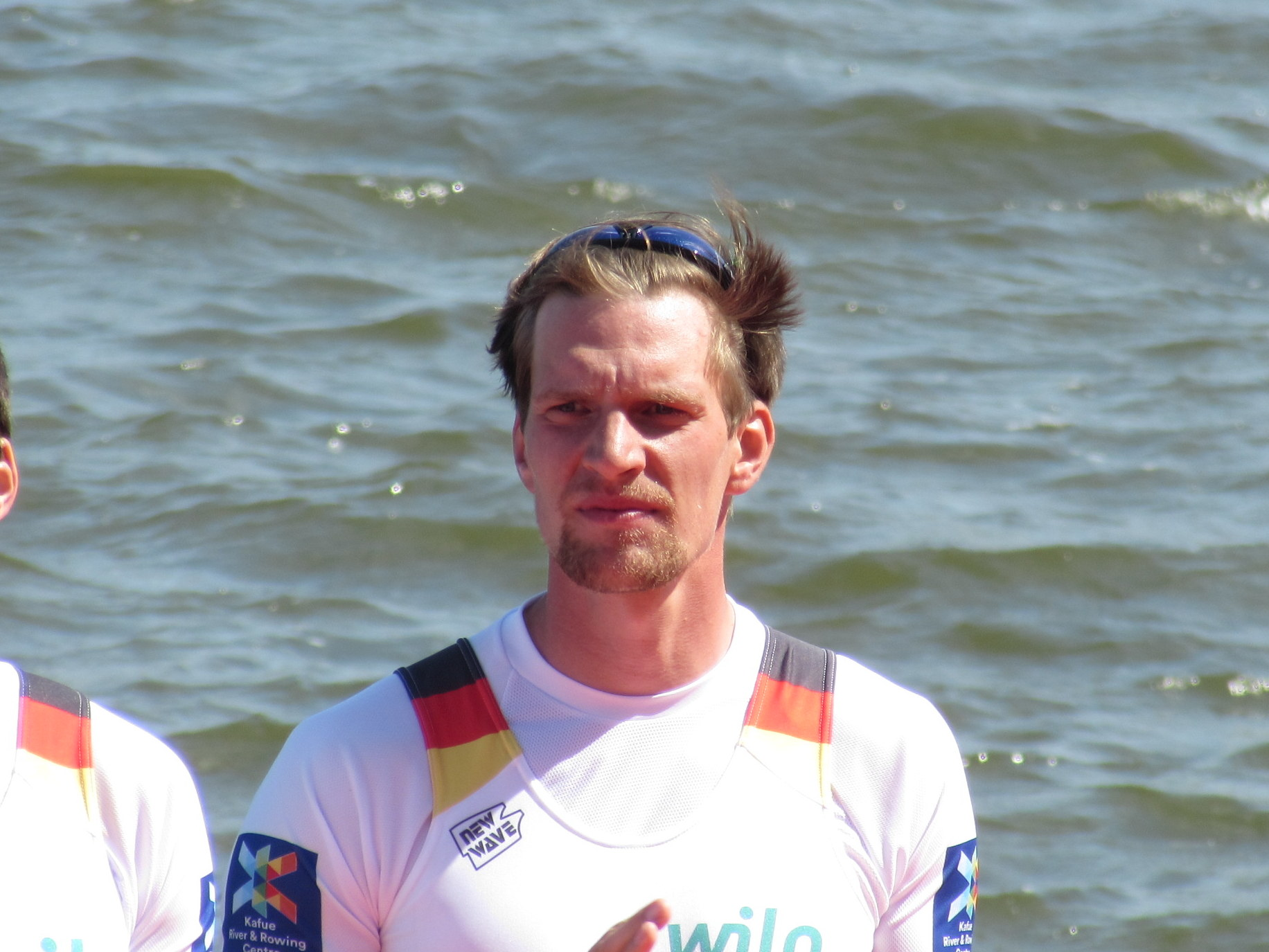
Maximilian Munski (2016)

Maximilian Munski (* 10. Januar 1988 in Lübeck) ist ein ehemaliger deutscher Ruderer.
Der 1,96 m große Munski begann 1998 mit dem Rudersport und startet für die Lübecker Ruder-Gesellschaft von 1885. Im Jahr 2005 gewann er mit dem Vierer mit Steuermann den Titel bei den Junioren-Weltmeisterschaften; mit dem Achter belegte er den zweiten Platz bei den Junioren-Weltmeisterschaften 2006. 2007 mit dem Vierer mit Steuermann und 2008 mit dem Zweier ohne Steuermann belegte Munski jeweils den vierten Platz bei den U23-Weltmeisterschaften. 2010 gewann er bei den U23-Weltmeisterschaften den Titel im Achter. Im gleichen Jahr gewann er zusammen mit Filip Adamski und Steuermann Albert Kowert die Bronzemedaille im Zweier mit Steuermann bei den Weltmeisterschaften in der Erwachsenenklasse. 2011 gewann Munski zusammen mit Felix Drahotta den deutschen Meistertitel im Zweier ohne Steuermann. Bei den Weltmeisterschaften erreichten die beiden den sechsten Platz.
2013 trat Munski international erstmals im Deutschland-Achter an und gewann Gold bei den Europameisterschaften 2013 sowie Silber hinter dem britischen Achter bei den Weltmeisterschaften. 2014 im Vierer ohne Steuermann startend erreichte er den fünften Platz bei den Europameisterschaften und den achten Platz bei den Weltmeisterschaften. 2015 kehrte Munski in den Deutschland-Achter zurück, bei den Europameisterschaften 2015 gewann der deutsche Achter vor den Briten. Bei den Weltmeisterschaften 2015 siegten wie in den beiden Jahren zuvor die Briten vor den Deutschen. Auch zum Auftakt der Olympiasaison 2016 gelang dem Deutschland-Achter ein Sieg bei den Europameisterschaften, vor heimischem Publikum in Brandenburg an der Havel siegte das deutsche Boot vor Russen und Briten. Im Finale der Olympischen Spiele 2016 war der Zieleinlauf dann wieder wie bei den Weltmeisterschaften 2013 bis 2015, hinter den Briten erhielten die Ruderer des Deutschland-Achters die Silbermedaille.
Munski beendete seine Karriere nach der Saison 2016. Seit 2019 ist er Juniorentrainer in der Ruder-Gesellschaft Hansa in Hamburg.

## Auszeichnungen
- 2013, 2015: Schleswig-Holsteins Sportler des Jahres
- 2016: Silbernes Lorbeerblatt[1]
- 2018: Sportplakette des Landes Schleswig-Holstein[2]